# Simone de Saint-Exupéry
Pour les articles homonymes, voir Famille de Saint-Exupéry et Saint-Exupéry (homonymie).
Simone de Saint-Exupéry, née Gabrielle Charlotte Marie Simonne de Saint-Exupéry le 26 janvier 1898 à Lyon et morte le 14 juin 1978 à Saint-Raphaël dans le Var, est une historienne et femme de lettres française qui fit carrière en Indochine.

## Sa vie
Simone de Saint-Exupéry, fille de Martin Louis Marie Jean de Saint Exupéry (1863-1904), sans profession, et d'Andrée Marie Louise Boyer de Fonscolombe, est aussi la sœur de l'aviateur et écrivain Antoine de Saint-Exupéry, qui la surnommait « Monot », et de Marie-Madeleine.
Diplômée de l'École des chartes, où elle est entrée en 1922, elle y soutient en 1928 une thèse intitulée Histoire de l'abbaye bénédictine d'Ambronay, des origines à la Révolution. Après avoir été conservatrice-adjointe à Lyon, elle est, en 1933, nommée à Saïgon ; sa carrière de chartiste se déroulera pendant vingt-cinq ans à Hanoï et à Saïgon, puis comme directrice des Archives départementales de la Haute-Loire (1955 1958).
Elle est l'auteur de quelques articles sur son frère et, comme lui séduite par la littérature, d'un récit sur son enfance, empreint d’une poésie délicate : Cinq enfants dans un parc.

## Ses écrits
- Météores, 1943. Sous le pseudonyme de Simone de Rémens.
- Paul Boudet 1889-1948, 1948.
- « Vacances de Pâques », dans Résonances, 15 avril 1956.
- « Un épisode peu connu de l'Histoire du Velay : Monseigneur de Maupas, Évêque du Puy et le Comte de Vallon Fléau du Languedoc », dans le Bulletin Historique de la Société académique du Puy-en-Velay et de la Haute-Loire, 1962.
- Les archives du maréchal Ney et de sa famille conservées aux Archives nationales, 1962.
- Saint-Exupéry, 1968. Ouvrage collectif.
- « La Patrie de l’enfance », dans Icare, no 98, Été-Automne 1974.
- Cinq enfants dans un parc, édition d'Alban Cerisier, Gallimard, 2000.